# Rancho Frutal
Rancho Frutal är en ort i Mexiko.   Den ligger i kommunen San Miguel Mixtepec och delstaten Oaxaca, i den sydöstra delen av landet, 400 km sydost om huvudstaden Mexico City. Rancho Frutal ligger 2 188 meter över havet och antalet invånare är 183.
Terrängen runt Rancho Frutal är huvudsakligen kuperad, men den allra närmaste omgivningen är bergig. Terrängen runt Rancho Frutal sluttar österut. Runt Rancho Frutal är det ganska glesbefolkat, med 29 invånare per kvadratkilometer. Närmaste större samhälle är San Pablo Huixtepec, 18,0 km nordost om Rancho Frutal. I omgivningarna runt Rancho Frutal växer i huvudsak blandskog.